# Хантланд (Тенеси)
Хантланд (енгл. Huntland) град је у америчкој савезној држави Тенеси.

## Демографија
По попису из 2010. године број становника је 872, што је 44 (-4,8%) становника мање него 2000. године.
| Група             | 2000.       | 2010.       |
| Белци             | 842 (91,9%) | 815 (93,5%) |
| Афроамериканци    | 23 (2,5%)   | 17 (1,9%)   |
| Азијати           | 1 (0,1%)    | 1 (0,1%)    |
| Хиспаноамериканци | 27 (2,9%)   | 34 (3,9%)   |
| Укупно            | 916         | 872         |